# Поллини, Маурицио
Маурицио Поллини (итал. Maurizio Pollini; 5 января 1942, Милан — 23 марта 2024, Милан) — итальянский пианист.

## Биография
Сын архитектора Джино Поллини.
Учился у Карло Лонати, затем у Карло Видуссо. Совсем юным, в 1957 и 1958 годах, дважды получил вторую премию Международного конкурса исполнителей в Женеве.
Окончив Миланскую консерваторию, в 1960 году стал победителем престижного Международного конкурса пианистов имени Шопена. Артур Рубинштейн, по слухам,[кто?] тогда воскликнул: «Он уже сейчас играет лучше любого из нас, членов жюри!». И действительно, публика никогда не была столь единодушной в своих симпатиях, хотя студенту Миланской консерватории Поллини было всего 18 лет.
Однако, после победы на конкурсе самокритичный Поллини вернулся в класс и, прежде чем приступить к активному концертированию, ещё несколько лет брал уроки у Артуро Бенедетти Микеланджели.
С середины 1960-х годов Маурицио Поллини широко гастролировал по Европе. В 1968 году дебютировал в США. В 1974 году совершил тур по Японии. В 1977 году пианист с большим успехом гастролировал в СССР.
11 октября 1958 года дебютировал в качестве пианиста в театре Ла Скала. Выступал в Ла Скала 168 раз. В общей сложности был связан с театром в течение 50-ти лет.
Являлся членом жюри различных конкурсов в Ла Скала.
С творчеством Поллини слушатели знакомы во всем мире благодаря его уникальному 30-летнему творческому союзу с компанией «Deutsche Grammophon».
Умер 23 марта 2024 года в Милане в возрасте 82 лет.

## Репертуар
Репертуар Поллини исключительно разнообразен и простирается от Баха (к 300-летию которого в 1985 году Поллини целиком исполнил первый том «Хорошо темперированного клавира») до радикальных авангардистов середины XX века. Он, в частности, известен своими интерпретациями произведений Булеза, Ноно, Берио, Штокхаузена. Несколько раз (в рамках Зальцбургского фестиваля 1995 году, в сезоне 2000/2001 в Карнеги-холле) Поллини представлял циклы концертов, программы которых строились на контрастном переплетении классических и современных композиций.
Среди других значительных записей и выступлений Поллини — исполнение всех фортепианных концертов Бетховена с Берлинским филармоническим оркестром под управлением Клаудио Аббадо (1987), все фортепианные сонаты Бетховена (впервые в сезоне 1993/1994 в Берлине и Мюнхене), запись Седьмой сонаты Прокофьева и фрагментов «Петрушки» Стравинского (1971).

## Признание
Концерты Бетховена в интерпретации Поллини вызвали беспрецедентную реакцию. В 1976 году авторитетные музыкальные критики мира[кто?] в результате опроса признали 34-летнего исполнителя лучшим пианистом современности (по крайней мере, в плане удачливости).
В 1996 году Поллини получил премию Эрнста Сименса.
В 2001 году его запись бетховенских «Вариаций на тему Диабелли» получила приз «Diapason d’or».
В 2002 году к 60-летию пианиста фирма «Deutsche Grammophon» выпустила на 13-ти CD специальный юбилейный сборник записей Маурицио Поллини.
В 2007 году Поллини получил «Грэмми» в разделе «Исполнители (без оркестра)» за запись ноктюрнов Шопена на «Deutsche Grammophon».
Введён в Зал славы журнала Gramophone.
По целому ряду признаков[каких?] о Поллини можно говорить как о пианисте нового, XXI века: при всём своём совершенстве он никогда не «нагружал» слушателя. Его записи можно слушать много раз. И это при том, что его игра не поверхностна. Она достаточно «аутентична», и даже несколько сдержанна, отстранённа.
Любовь к современной музыке позволяла Поллини с неожиданной точки зрения взглянуть и на старые, казалось бы привычные, музыкальные произведения. Его новое постижение Шопена не может не удивлять всех[кого?] любителей музыки. В любом случае, заслуга Маурицио Поллини в преподнесении классического репертуара новому поколению людей весьма велика.